# Olof Persson (bergsman)
Olof Persson, född 1627 i Lidköping, död 14 juli 1692 i Kristinehamn, var en svensk bergsman och rådman. År 1656 anlade han Björneborgs bruk.

## Biografi
Olof Persson var son till Ingrid Persdotter och Per Larsson, som handlande och verksam i Lidköping i Västergötland.
Persson blev borgare i Kristinehamn 1650 och blev rådman två år senare. Han grundade den 28 maj 1656 Björneborgs Jernverk, genom att sätta en fallhammare vid Visme ström. Olofs initialer "OPS" finns ingjutna i en öppen spis i Björneborgs hembygdsgård och märkta på en matta i Björneborgs kyrka i Visnums socken. Han anlade jämte Björneborg även stångjärnsbruk i Jonsbol och Vassgårda.
Persson tjänstgjorde som borgmästare i Kristinehamns stad från 1673 till 1681.
År 1681 dömdes han till döden efter att ha anklagat Sigrid Ekehielm, som även var hans svägerska, för att inte ha fött Crisptin Flygges barn. Efter att han dömts till döden kom Björneborgs bruk i Nils Nordensvärds ägo. Persson benådades dock.
Olof Persson var gift med Emerentia Flygge, dotter till Peter Flygge och Margareta von Brehmen. Paret blev stamföräldrar till ätten Jernfeltz. De hade flera barn, som skrev sig Jernfelt. Bland dem märks sonen Crispinus Jernfeldius som blev professor i teologi vid Dorpats universitet och dottern Brita Jernfelt som var gift med Joakim Kock.